# Sterculia pojoira
Sterculia pojoira är en malvaväxtart som beskrevs av José Cuatrecasas. Sterculia pojoira ingår i släktet Sterculia och familjen malvaväxter. Inga underarter finns listade i Catalogue of Life.